# System McMahona
System McMahona, to uogólnienie systemu szwajcarskiego. Jest to najpopularniejszy system parowania w turniejach go, choć może być również używany w turniejach innych gier mających system rankingowy (np. szachy). 
Twórcom systemu przyświecały dwa główne cele:
1. Zapewnienie możliwie sprawiedliwej metody wyłonienia zwycięzcy turnieju spośród pretendentów
2. Zapewnienie możliwości rozegrania ciekawych gier i satysfakcji z udziału pozostałym uczestnikom

Przed rozpoczęciem rozgrywek gracze są szeregowani na podstawie rankingu (podobnie, jak w systemie szwajcarskim), a następnie dzieleni na grupy w zależności od siły. W każdej grupie gracze otrzymują pewną liczbę punktów początkowych. W najczęściej stosowanej wersji systemu gracze z najsłabszej dostają po 0 punktów McMahona, nieco silniejsi - po 1 punkt, następni - po 2 itd. Najsilniejsi gracze, mający realne szanse na zwycięstwo turnieju (a więc mający ranking powyżej tzw. poprzeczki) otrzymują najwyższą i jednakową liczbę punktów. Niekiedy spotyka się też system alternatywny, w którym gracze powyżej poprzeczki otrzymują 0 punktów McMahona, natomiast gracze słabsi otrzymują punkty ujemne). 
W przypadku gry w go, gdzie tradycyjnie stosowany jest pomiar siły zawodników w systemie kyū/dan, jeden punkt początkowy zwykle odpowiada różnicy jednego stopnia. W przypadku innych gier należy skonstruować metodę przeliczania rankingu na początkowe punkty turniejowe. Np. w przypadku rankingu szachowego można przyjąć 1 punkt McMahona za każde 100 punktów ELO. 
Parowanie zaczyna się od góry listy. Gracze mający tę samą liczbę punktów MMS (McMahon Score), którzy jeszcze nie grali ze sobą są parowani pomiędzy sobą. Następnie gracze, których nie da się sparować w ten sposób (np. z powodu nieparzystej liczby graczy w danej grupie), są parowani z graczami z niższej grupy. W przypadku nieparzystej liczby graczy, najsłabszy gracz, który jeszcze nie opuścił żadnej rundy otrzymuje tzw. bye, czyli pół punktu bez rozgrywki. 
Po zakończeniu każdej rundy gracze otrzymują po 1 punkcie McMahona za zwycięstwo, 1/2 punktu za remis (o ile jest on dopuszczalny przez regulamin rozgrywek - np. w turniejach go nie ma remisów) lub 0 punktów za porażkę. Następnie listę graczy ponownie szereguje się uwzględniając sumę punktów początkowych i zdobytych oraz ewentualne łamacze remisów. 
Po zakończeniu ostatniej rundy gracz mający najwyższą liczbę punktów McMahona wygrywa cały turniej. Oceniając wyniki graczy o sile gry poniżej poprzeczki nie należy patrzeć na bezwzględną pozycję gracza na liście, lecz porównywać ją z wynikami innych graczy o podobnej pozycji startowej (a więc i podobnej sile gry). 
System szwajcarski można uznać za odmianę systemu McMahona w której wszyscy gracze otrzymują równą liczbę punktów początkowych (0). 

## Zalety
- Szybsze, niż w systemie szwajcarskim wyłonienie zwycięzcy
- Wczesne wyłonienie pretendentów do zwycięstwa i parowanie ich głównie pomiędzy sobą
- Unikanie parowania graczy znacznie różniących się siłą gry
- Gracz, który wygrywa w kolejnych rundach jest parowany z coraz silniejszymi przeciwnikami, natomiast gracz, który przegrywa - z coraz słabszymi. Dzięki temu udział w turnieju może być ciekawy dla zawodników bez względu na ich siłę gry i szanse na zwycięstwo.
- Możliwość stosowania dodatkowych nagród dla zawodników - np. za wygranie wszystkich gier, za najwyższy wynik wśród graczy o określonym rankingu, wieku (np. wśród juniorów) itp.

## Wady
- Skomplikowany system parowania w praktyce wymagający stosowania programów komputerowych
- Silne uzależnienie od poprawnego określenia rankingu graczy
- Wymaga mniej więcej równego rozłożenia liczby graczy w poszczególnych grupach

## Historia
Pierwotna wersja systemu została stworzona w latach 60. XX w. przez Lee McMahona z Bell Labs i Boba Rydera jako klubowy system rankingowy w New York Go Club. Następnie została zaadaptowana jako system turniejowy w Wielkiej Brytanii. Od tego czasu system McMahona stał się najpopularniejszym systemem parowania w turniejach go. System umożliwia też stosowanie dodatkowych warunków parowania, np. unikanie parowania graczy z tego samego klubu, pozostawia też decyzji organizatorów turnieju, czy gry będą równe, czy handicapowe.